# 北極光鰈
北極光鰈為輻鰭魚綱鰈形目鰈亞目鰈科的其中一種，為寒帶海水魚，分布於西北大西洋、北極圈、白令海、楚克奇海、鄂霍次克海北部海域及半鹹水域，棲息深度0-90公尺，有眼睛的一邊深橄欖綠色到褐色，有時有分散的黑色點或黑色斑塊，沒有眼睛的一邊白色，背鰭軟條50-62枚，臀鰭硬棘1枚，臀鰭軟條35-44枚，體長可達35公分，棲息在沿岸底層水域，以小魚及無脊椎動物為食，生活習性不明，可做為食用魚。